# One and only…
『one and only…』（ワン・アンド・オンリー）は、日本の歌手・郷ひろみが2010年11月17日にSony Recordsから発売した37枚目のオリジナルアルバムである。

## 内容
前作『place to be』から約2年5ヶ月ぶりのオリジナルアルバム。
初回生産限定盤と通常盤の2形態で発売され、初回生産限定盤には特典として「愛してる」のミュージック・ビデオを収録したDVDと、36ページからなるブックレットが同梱された

## 収録曲
1. Shake Yourself [4:04]
作詞・作曲：露崎春女
編曲：露崎春女、井上大輔
ボーカルアレンジ：露崎春女
2. 男願 Groove! [4:19]
作詞・作曲・編曲：JackPotBeats
92ndシングルの表題曲。
3. ぼくの勇気 [5:04]
作詞・作曲：マシコタツロウ
編曲：関淳二郎
4. 愛のバンパイア [4:32]
作詞・作曲：望月衛介
編曲：関淳二郎
5. BREAK OUT [4:06]
作詞・作曲・編曲：笹本安嗣
6. マリオネット [4:48]
作詞・作曲：マシコタツロウ
編曲：真崎修
7. Get Real Love 〜GOLDFINGER'009〜 [3:52]
作詞・作曲：ドラコ・ロサ、デズモンド・チャイルド
補作詞：ma-saya
補作曲：3rd Productions
編曲：DJ TAKI-SHIT、REO
93rdシングルの表題曲。
8. SEXY NIGHT [3:37]
作詞：Kiyo Tsurumi
作曲・編曲：Kiyo Tsurumi、ジョーイ・カーボーン
9. 愛してる [4:51]
作詞・作曲：川江美奈子
編曲：澤近泰輔
コーラスアレンジ：川江美奈子
両A面からなる95thシングルの表題1曲目。
10. バラードに揺られながら [4:32]
作詞・作曲：Skoop On Somebody
11. 僕らのヒーロー [3:59]
作詞：森雪之丞
作曲：TSUKASA
編曲：真崎修
今作のボーナストラックにして、94thシングルの表題曲。

## 参加ミュージシャン
- 郷ひろみ：Vocal (全曲)、Chorus (#1,9-11)

Additional Musician
- 井上大輔：All Instruments (#1)
- 露崎春女：All Instruments & Chorus (#1)
- JackPotBeats：Programmed & Other Instruments (#2)
- DJ TAKI-SHIT：Programmed (#7)
- REO：Programmed (#7)
- 澤近泰輔：Programmed & All Instruments (#9)
- 関淳二郎：Electric Guitar & Other Instruments & Chorus (#3,4)
- 山崎淳：Acoustic Guitars & Electric Guitars (#5)
- 真崎修：Acoustic Guitar (#6)、Other Instruments (#6)、All Instruments (#11)、Chorus (#6,11)
- 増崎孝司：Guitar (#2)
- 大野晃：Guitar (#7)
- アンソニー・マッツァ：Guitars (#8)
- 林部直樹：Acoustic Guitar (#10)
- Kiyo Tsurumi：Keyboards & Programmed (#8)
- Skoop On Somebody：Programming & Keyboards & Other Instruments & Chorus (#10)
- 花沢加絵：Chorus (#3,4,6,11)
- YUSUKE：Chorus (#2)
- HIRO：Chorus (#2)
- SEN：Chorus (#2)
- YUKO：Chorus (#2)
- YUMIKO：Chorus (#2)
- 笹本安嗣：Other Instruments & Chorus (#5)
- ジョーイ・カーボーン：Chorus & Rap (#8)
- 竹内浩明：Chorus (#8)
- 高尾直樹：Chorus (#9)
- 川江美奈子：Chorus (#9)
- 乃木坂〜s：Chorus (#11)
- Go Go Kids：Chorus (#11)

## タイアップ
- エクササイズDVD『ヒップホップアブス』イメージソング (#2)
- NHK『みんなのうた』2010年6月・7月のうた (#11)